# Florissant (Kolorado)
Florissant – jednostka osadnicza w Stanach Zjednoczonych, w stanie Kolorado, w hrabstwie Teller.